# Gavarda
Gavarda è un comune spagnolo di 1 169 abitanti situato nella comunità autonoma Valenciana. 
Il giorno 25 gennaio 2024 avendo raggiunto i 30,7°C stabilisce un nuovo record di temperatura più alta mensile a livello Europeo; superati di gran lunga i 29,8°C di Heraklion, Creta del 2021.